# エージー (医薬品)
エージー（AG）は第一三共ヘルスケア（旧・藤沢薬品工業→ゼファーマ）が発売するアレルギー関連製品のブランドネームである。

## 概要
「エージー」は藤沢薬品工業（現・アステラス製薬）から発売されていたブランドで、当初は点眼薬の「エージーアイズ」と点鼻薬の「エージーノーズ」の2種類であった。これら2製品は元々医療用として使われていたクロモグリク酸ナトリウムを日本で初めてスイッチOTC化し、販売を開始した。なお、このクロモグリク酸ナトリウムのスイッチOTC製品は同時期にロート製薬が「アルガードCT」の製品名で、佐藤製薬が「ノアールアレジー」・「ナザールブロック」の製品名で発売を開始しているが、藤沢薬品工業時代はロート製薬向けの製造も行っており、佐藤製薬とは提携が行われていた。その後、ロート製薬向けの製造は製品の改良に伴う自社製造への切換を受けて行われなくなったが、「エージーノーズ」が再び自社製造となったことに伴って、佐藤製薬向けの製造を行うようになった（当初は「ナザールブロック」のみだったが、新たに発売した「ノアールアレジークールSH」も製造を行うようになった）。
その後、アイテムの追加や2度の社名変更を経ても、処方をほとんど変えることなく販売が続けられたが、2009年12月に新アイテムの追加と共に、「エージーアイズ」・「エージーアイズクール」の処方改良（コンドロイチン硫酸エステルナトリウムの新配合）を行い、商品名が「NEWエージーアイズ」・「NEWエージーアイズクール」となった。
2014年11月にOTC医薬品のアレルギー専用点眼薬・点鼻薬で最多（2015年8月時点）となる4種類の有効成分を配合した「エージーアイズ アレルカット」・「エージーノーズ アレルカット」が新たに発売され、2015年12月には旧処方の「エージーアイズ」の廃止と新製品発売に伴い、洗眼薬以外は全て「エージー アレルカット」シリーズとなった。
TVCMへの使用上の注意のテロップは従来、「エージーノーズ」のみに使用されていたが、2009年6月の改正薬事法施行に伴い、2010年1月以降の放映分である「NEWエージーノーズモイスト」の単体のCMで使用上の注意のテロップがなくなった。なお、「シリーズ編」では、以前発売されていた指定第2類医薬品の「エージー鼻炎カプレット」があった関係で使用上の注意のテロップをつけていた。また、藤沢薬品工業時代を中心に、有名タレントを起用したCMを多く放送したことがある。

## 沿革
- 1997年11月19日 - 「エージーアイズ」・「エージーノーズ」を発売
- 1999年11月15日 - 「エージーノーズ」に20ml入りを追加発売
- 1999年12月8日 - 洗眼薬「フレッシュアイAG」を発売
- 2001年3月6日 - 「フレッシュアイAG」に500ml入りを追加発売
- 2003年12月10日 - 「エージーアイズクール」を発売
- 2004年10月1日 - エージーシリーズの販売元がゼファーマになる
- 2007年1月 - 「エージーアイズ」・「エージーアイズクール」並びに「エージーノーズ」の内容量を増量（10ml→15ml、20ml→30ml(エージーノーズのみ)）。
- 2007年4月 - エージーシリーズの販売元が第一三共ヘルスケアになる
- 2007年12月5日 - 「エージーノーズクール」を発売
- 2008年2月 - 「フレッシュアイAG」のパッケージデザインを変更
- 2009年12月7日 - シリーズ初の大幅な刷新を行う
  - 「NEWエージーアイズモイストC」・「NEWエージノーズモイスト」・「エージー鼻炎カプレット」を発売
  - 「NEWエージーアイズ」・「NEWエージーアイズクール」をリニューアル発売。
  - 「エージーノーズ」・「エージーノーズクール」のパッケージデザインを変更。
- 2014年11月7日 - 「エージーアイズ アレルカット」シリーズ・「エージーノーズ アレルカット」シリーズを発売。
- 2015年12月1日 - 「エージーアレルカットEX <季節性アレルギー専用>」を発売。
- 2018年12月3日 - 「エージーアレルカットEXc <季節性アレルギー専用>」をリニューアル発売。
- 2023年10月3日 - 約9年ぶりに全面リニューアル[4]。
  - 季節性アレルギー専用点鼻薬の名称として用いられていた「エージーアレルカット」をシリーズ全製品に拡大して名称が統一され、「エージーアイズ アレルカット」シリーズは「エージーアレルカットi」シリーズに、「エージーノーズ アレルカット」シリーズは「エージーアレルカット」シリーズに、「フレッシュアイAG」は「エージーアレルカットフレッシュアイ」へそれぞれ変更。パッケージデザインも全面刷新によりデザインが統一され、「エージーアレルカットi」シリーズは4段階の清涼感レベルをパッケージに記載されるようになった。
  - 「エージーアレルカットS/C/M」は処方変更も実施され、殺菌成分のセチルピリジニウム塩化物水和物を追加。「エージーアレルカットM」と「エージーアレルカットEXc <季節性アレルギー専用>」はノズルの容器形状が変更された。

## 製品ラインナップ

### アレルギー用点眼薬
エージーアレルカットis【第2類医薬品】
エージーアレルカットic【第2類医薬品】
エージーアレルカットim【第2類医薬品】
3種類のタイプがあり、「アレルカットis」はソフトタイプ、「アレルカットic」はクールタイプ、「アレルカットim」はうるおいタイプである。なお、製品名とパッケージデザインの変更を除き、成分・分量・添加物は従来の「エージーアイズ アレルカット」シリーズと同じである。

### アレルギー用点鼻薬
エージーアレルカットS【第2類医薬品】
エージーアレルカットC【第2類医薬品】
従来の「エージーノーズ アレルカットS/C」に殺菌成分を配合する一方、添加物として配合されていたベンザルコニウム塩化物が省かれた。2種類のタイプがあり、「アレルカットS」はソフトタイプ、「アレルカットC」はクールタイプである。また、従来の「エージーノーズ アレルカットS/C」同様、標準サイズの15mlに加え、大容量サイズの30mlも設定されている。（製造販売元:テイカ製薬）
エージーアレルカットM【第2類医薬品】
従来の「エージーノーズ アレルカットM」に殺菌成分を配合する一方、添加物として配合されていたベンザルコニウム塩化物、パラベン、エタノールが省かれる代わりにマクロゴールが追加された。エアレス容器（移動弁式噴霧タイプ）が採用されている。（製造販売元：東興薬品工業）
エージーアレルカットEXc <季節性アレルギー専用>【指定第2類医薬品】
ベクロメタゾンプロピオン酸エステル（ステロイド成分）を配合。「エージーアレルカットEX <季節性アレルギー専用>」に比べて分量が2倍（0.05g → 0.1g）となり、添加物にl-メントールとハッカ油が追加配合されてクールタイプとなった。（製造販売元：東興薬品工業）

### 洗眼薬
エージーアレルカットフレッシュアイ【第3類医薬品】
クールタイプ。「エージーアレルカットi」シリーズ同様、製品名とパッケージデザインの変更を除き、成分・分量・添加物は従来の「フレッシュアイAG」と同じである。（製造販売元：日東メディック）

### 製造終了品
- アレルギー専用点眼薬
  - NEWエージーアイズ【第2類医薬品】 - ソフトタイプ。「エージーアイズ」に角膜保護成分のコンドロイチン硫酸エステルナトリウムを配合。当初は自社で製造し、後にテイカ製薬に製造委託していたが、リニューアルにより、再び自社製造に切り替えた。「エージーアイズ アレルカットS」へ継承のため、2015年11月で製造終了。
  - NEWエージーアイズクール【第2類医薬品】  - クールタイプ。「エージーアイズクール」に角膜保護成分のコンドロイチン硫酸エステルナトリウムを配合。発売当初はテイカ製薬に製造委託していたが、リニューアルにより、自社製造に切替。「エージーアイズ アレルカットC」へ継承のため、2015年11月で製造終了。
  - NEWエージーアイズモイストC【第2類医薬品】 - ヒアルロン酸ナトリウムとヒプロメロースを配合したとろみのあるクールタイプ。角膜保護成分コンドロイチン硫酸エステルナトリウムも配合。「エージーアイズ アレルカットM」へ継承のため、2015年11月で製造終了。
  - エージーアイズ アレルカットS【第2類医薬品】 - ソフトタイプ。「NEWエージーアイズ」に抗炎症成分のグリチルリチン酸二カリウムを配合。容器形状と内容量（15ml→13ml）も変更された。2023年11月に製造を終了し、同年10月にリニューアル発売された「エージーアレルカットis」へ継承。
  - エージーアイズ アレルカットC【第2類医薬品】 - クールタイプ。「NEWエージーアイズクール」に抗炎症成分のグリチルリチン酸二カリウムを配合。容器形状と内容量（15ml→13ml）も変更された。2023年8月に製造を終了し、同年10月にリニューアル発売された「エージーアレルカットic」へ継承。
  - エージーアイズ アレルカットM【第2類医薬品】 - モイストタイプ。「NEWエージーアイズモイストC」に抗炎症成分のグリチルリチン酸二カリウムを配合。容器形状と内容量（15ml→13ml）も変更された。2023年11月に製造を終了し、同年10月にリニューアル発売された「エージーアレルカットim」へ継承。
- 洗眼薬
  - フレッシュアイAG【第3類医薬品】 - 抗ヒスタミン剤（クロルフェニラミンマレイン酸塩）、2種類の抗炎症剤（イプシロン-アミノカプロン酸・グリチルリチン酸二カリウム）、ピリドキシン塩酸塩（ビタミンB6）、タウリンの5つの有効成分を配合。発売当初に設定されていた250ml入りは東亜薬品が製造を行っていた。500mlは2023年11月に製造を終了し、同年10月にリニューアル発売された「エージーアレルカットフレッシュアイ」へ継承（製造販売元：日東メディック）。
- アレルギー専用点鼻薬
  - エージーノーズ【第2類医薬品】 - さっぱりタイプ。発売当初は自社製造し、後にホシエヌ製薬に製造委託していたが、リスク区分の記載と共に、再び自社製造となった。「エージーノーズ アレルカットS」発売に伴い、2014年11月で製造を終了。
  - エージーノーズクール【第2類医薬品】 - クールタイプ。「エージーノーズ アレルカットC」発売に伴い、2014年11月で製造終了。
  - NEWエージーノーズモイスト【第2類医薬品】 - エアレス容器を採用した高粘性タイプ。「エージーノーズ アレルカットM」発売に伴い、2014年11月で製造終了（製造販売元：東興薬品工業）。
  - エージーノーズ アレルカットS【第2類医薬品】 - さっぱりソフトタイプ。30mlは2023年8月、15mlは同年9月に順次製造終了され、同年10月にリニューアル発売された「エージーアレルカットS」へ継承。
  - エージーノーズ アレルカットM【第2類医薬品】 - エアレス容器（移動弁式噴霧タイプ）を採用したモイストタイプ。2023年8月に製造を終了し、同年10月にリニューアル発売された「エージーアレルカットM」へ継承。
  - エージーノーズ アレルカットC【第2類医薬品】 - クールタイプ。15ml・30ml共に2023年10月に製造を終了し、同時期にリニューアル発売された「エージーアレルカットC」へ継承。
  - エージーアレルカットEX <季節性アレルギー専用>【指定第2類医薬品】 - ベクロメタゾンプロピオン酸エステル（ステロイド成分）を配合したモイストタイプ。処方強化品である「エージーアレルカットEXc<季節性アレルギー専用>」へ移行のため、製造終了。（製造販売元：東興薬品工業）
- 鼻炎用内服薬
  - エージー鼻炎カプレット【指定第2類医薬品】 - カプレット（カプセル型錠剤）タイプ。ラインナップの整理に伴い、2013年末で製造を終了。山之内製薬時代に発売された「トレーネ鼻炎薬」が代替製品となったが、こちらの製品も2021年8月をもって製造終了となった（製造販売元：テイカ製薬）。